# Il prigioniero di Chillon
Il prigioniero di Chillon è un poema scritto da Lord Byron. Lungo 392 versi e pubblicato nel 1816, racconta dell'incarcerazione di un monaco, François Bonivard, dal 1532 al 1536 nel castello di Chillon, sul lago Lemano.

## Trama e struttura

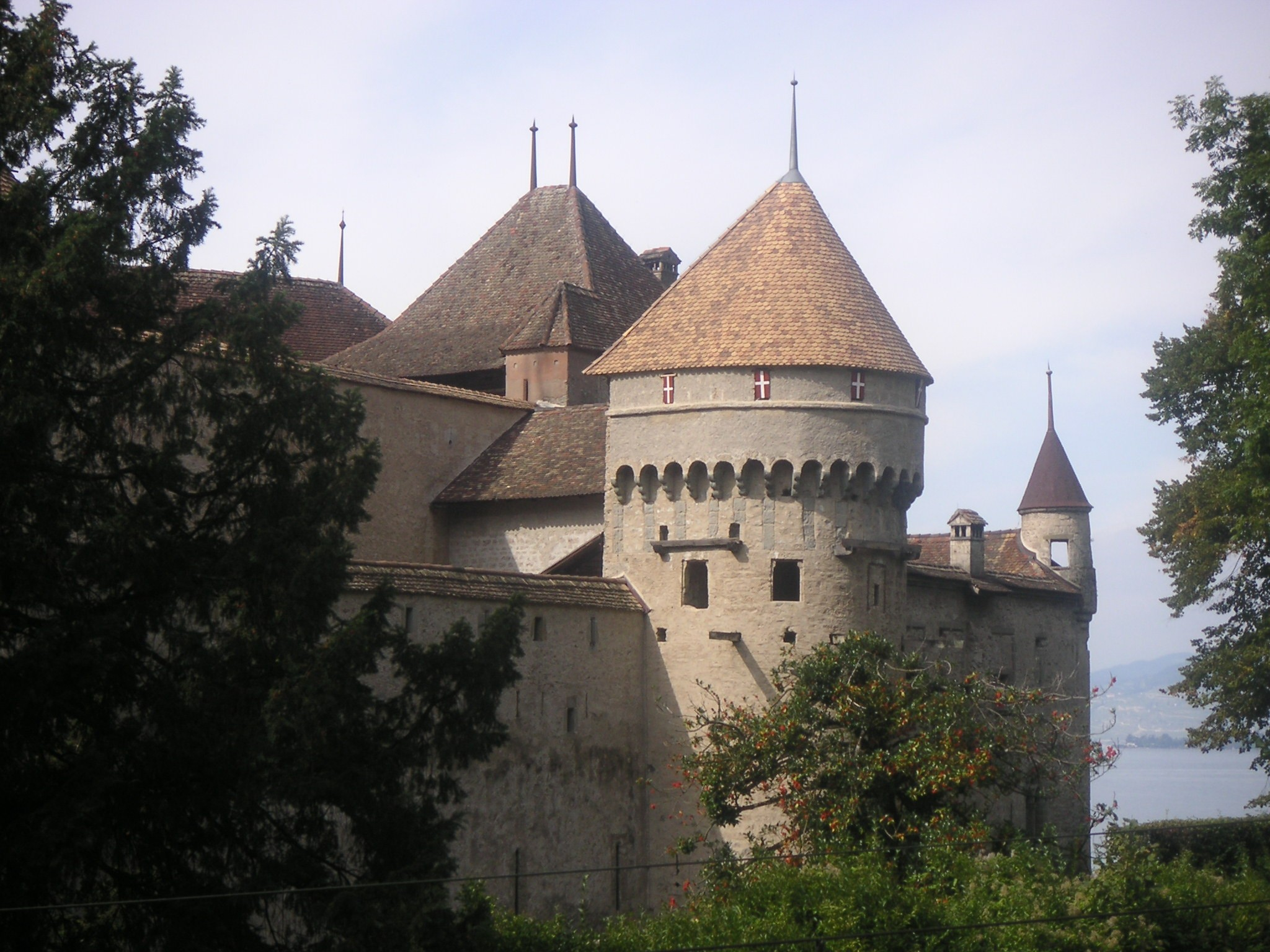
Il Castello di Chillon, a cui fa riferimento il titolo del poema, si trova nelle vicinanze di Montreux, in Svizzera.

Il poema descrive le dure prove inflitte all'ultimo superstite di una famiglia martirizzata. Il padre del protagonista è stato bruciato sul rogo, due fratelli sono caduti in battaglia, un altro è stato bruciato vivo, gli ultimi due fratelli sono morti dopo essere stati rinchiusi nel castello di Chillon con il protagonista e narratore.
I temi e le immagini dell'opera sono quelli tipici dei poemi di Byron: il protagonista è una figura isolata, la cui forte volontà gli consente di sopportare grandi sofferenze. Nelle sezioni 10 e 13 l'attenzione si sposta sulla bellezza della natura, nella quale cerca sollievo. Nel tragico finale, Bonivard diviene una sorta di martire per la causa della libertà. 
Il primo verso "Eternal Spirit of the chainless Mind" richiama il verso "Eternal sunshine of the spotless mind" dall'Eloisa to Abelard di Pope.

## Composizione e pubblicazione
Il 22 giugno del 1816, Lord Byron e l'amico e collega Percy Bysshe Shelley stavano navigando sul Lago di Ginevra e si fermarono per visitare il Castello di Chillon.  Ispirato dai sotterranei nei quali Bonivard era stato imprigionato, Byron compose Il sonetto di Chillon.
Tra la fine di giugno e l'inizio di luglio (le bozze riportano date diverse), Byron compose il poema completo.  L'opera fu probabilmente completata il 2 luglio del 1816.
Rientrato in Inghilterra, Il prigioniero di Chillon fu pubblicato nel volume Il prigioniero di Chillon e altri poemi da John Murray il 5 dicembre del 1816.